# Sericoides delicatula
Sericoides delicatula är en skalbaggsart som beskrevs av Germain 1863. Sericoides delicatula ingår i släktet Sericoides och familjen Melolonthidae. Inga underarter finns listade i Catalogue of Life.